# 斎藤譲
斎藤 譲（さいとう ゆずる、1987年7月29日 - ）は、ZERO1に所属していた日本の男性プロレスラー。愛知県蒲郡市出身。

## 経歴
18歳の時、プロレスラー柴田勝頼に憧れ単身、三重県桑名市の柴田道場へ入門、プロレスデビューを目指し1年間を過ごす。
その後は当初、柴田道場が全面協力していたビッグマウス・ラウドやUWAI STATIONでのデビューを目指していたが、柴田が離脱したため、直後の2007年2月、ZERO1-MAX練習生となる。
道場では高岩竜一、佐藤耕平の指導の下、力をつけ12月4日愛知県豊橋市総合体育館にて、プロテストを兼ねた5分間のエキシビジョンマッチ（対植田直幹戦）を行う。内容がよければその後の12月13日名古屋市中区スポーツセンター大会でのデビューもあったが、当時の社長中村祥之のMixiによれば、「気持ちは前に出ていたが、体がついていっていない」との報告を受けデビューは延期となった。
結局、入門後1年以上経過した2008年3月31日埼玉県所沢大会でのデビューが決定したが大会自体が延期となり、急遽、3月26日北海道函館市民体育館での対高西翔太戦でデビューとなった。
デビュー後は腕の骨折など、負傷による長期欠場を何度も繰り返し、2011年6月3日の道場マッチで5ヶ月ぶりの復帰もこの試合をもってZERO1から離れる事となる。公式ブログによれば大谷社長に許可を貰い単身、修行中でZERO1復帰は2012年夏と語っていたが、のちに正式アナウンスはないものの退団している。

## 人物
- 柴田勝頼に憧れていて、戦うスタイルも柴田のようなプロレスラーになりたいと語っている。
- 高西翔太の事を「入門する前から好きでした」と語り、デビュー戦で叩き潰してくれた事を感謝していた。
- 今後は「蹴って蹴って蹴りまくる喧嘩屋になりたい」との事である。（以上、東京スポーツモバイルのデビュー戦コメントより）

## 得意技
- 連続エルボー
- キック連打